# Rutherford B. Hayes Presidential Center
Rutherford B. Hayes Presidential Center är ett amerikanskt presidentbibliotek i anslutning till Rutherford B. Hayes hus. Adressen är 1337 Hayes Avenue i Fremont i Ohio. Utöver biblioteket ingår i centret själva huset som museum.
Spiegel Grove, som huset heter, byggdes ursprungligen som sommarhus åt Rutherford B. Hayes och hans familj. Manning Force Hayes, det yngsta barnet till Rutherford B. och Lucy Hayes, föddes i huset år 1873. Efter tiden i Vita huset blev Spiegel Grove paret Hayes permanenta hem. President Hayes dog i huset år 1893 och presidentparet ligger numera begravda i anslutning till det. Lucy Hayes avled år 1889 och begravdes ursprungligen på Oakwood Cemetery i Fremont. Dit begravdes även Rutherford B. Hayes år 1893 men deras gravplats flyttades år 1915 till Spiegel Grove.
Museet invigdes officiellt den 30 maj 1916 som det första av sitt slag i USA.